# Melomys obiensis
Melomys obiensis és una espècie de mamífer rosegador de la família dels múrids. Són rosegadors de petites dimensions, amb una llargada de cap a gropa de 123,2 a 128,5 mm, una cua de 148,2 a 175 mm i un pes de fins a 74 g. Aquesta espècie és endèmica de les illes Obi i Bisa, a les Moluques septentrionals. Probablement està emparentada amb M. fraterculus, trobada a Seram, i amb M. cervinipes, trobada a Austràlia.